# Lophaster furcilliger
Lophaster furcilliger is een zeester uit de familie Solasteridae.
De wetenschappelijke naam van de soort werd in 1905 gepubliceerd door Walter Kenrick Fisher.